# Баячево
Баячево е село в Североизточна България. То се намира в община Търговище, област Търговище.

## География
Село Баячево се намира в североизточната част от град Търговище на 10 км от областния град.
Селото е разположено на дължина, с което е уникално. Улиците на селото са 20 км и е едно от селата с най-голяма площ в община Търговище.

## История
След археологически разкопки на 400 м източно от селото е разкрита селищна могила от халколита. Непосредствено южно
от нея е разположено селище от същия период.
Според историята на село Баячево с автор Хр. Петков от 25 декември 1956 г. селото носи името на основателя си българин – баяч. Той „изхонвал бесове“, лекувал различни болести посредством врачуване и баене и оставил името си на едно чисто българско село. По-късно по време на османската власт турците са преименували селото на „Бояджикьой“, но не могли да популяризират това име и селото си останало с името Баячево.
Според баба Незифе Гаджал името на селото е от 16 век когато султан Баязид се отбил за кратка почивка. Харесала му природата, хората и казал „Това село ще бъде кръстено на мое име – Баязид и ще му викат Баячево“.
Кметство, Целодневна детска градина, читалище основано през 1927 г.
Хора от селото са участници в Първата световна война Трима са наградените за храброст. Това са: 
редник Ахмед Ахмедов Кондаров от 31-ви пехотен полк, 7-а рота. Награден със знак на военния орден „За храброст“, IV ст., ефрейтор Колю Костадинов Дончев от 31-ви пехотен полк, 1-ва рота. Награден с войнишки кръст „За храброст“, IV ст., ефрейтор Стойко Матев Стойков от 47-и пехотен полк. Награден с военен орден „За храброст“, ІV ст.
Част от загиналите участници в боеве на българската армия за овладяване на Тутраканската крепост са погребани в Мемориал "Военна гробница-1916 г.". Намира се на 10 км южно от гр. Тутракан и 1,5 км североизточно от с. Шуменци, община Тутракан, на мястото на форт № 7 на някогашната румънска крепост (по българската номерация на фортовете). Това са:
Редн. Ганчо Иванов Ганчов, н. 1914, 31 п., 10 р., убит на 5.09.1916 г. при гр. Тутракан; Редн. Денчо Станев Славов, 31 п., 13 р., убит на 5.09.1916 г. при гр. Тутракан; Редн. Христо Димов Дамянов, н. 1911, 31 п., 7 р., убит на 5.09.1916 г. при гр. Тутракан

## Население
Численост на населението според преброяванията през годините:
| \| Година на преброяване \| Численост \| \| --------------------- \| --------- \| \| 1934 \| 1159 \| \| 1946 \| 1204 \| \| 1956 \| 1131 \| \| 1965 \| 1076 \| \| 1975 \| 1113 \| \| 1985 \| 1003 \| \| 1992 \| 912 \| \| 2001 \| 857 \| \| 2011 \| 759 \| \| 2021 \| 617 \| |           |
| Година на преброяване | Численост |
| 1934 | 1159      |
| 1946 | 1204      |
| 1956 | 1131      |
| 1965 | 1076      |
| 1975 | 1113      |
| 1985 | 1003      |
| 1992 | 912       |
| 2001 | 857       |
| 2011 | 759       |
| 2021 | 617       |

### Етнически състав
Преброяване на населението през 2011 г.
Численост и дял на етническите групи според преброяването на населението през 2011 г.:
|                     | Численост | Дял (в %) |
| Общо                | 759       | 100.00    |
| Българи             | 135       | 17.78     |
| Турци               | 380       | 50.06     |
| Цигани              | 11        | 1.44      |
| Други               | 0         | 0.00      |
| Не се самоопределят | 29        | 3.82      |
| Неотговорили        | 204       | 26.87     |